# Chirbat al-Kafir
Chirbat al-Kafir (arab. خربة الكافر) – wieś w Syrii, w muhafazie Aleppo, w dystrykcie Ajn al-Arab. W 2004 roku liczyła 212 mieszkańców.